# Афридии

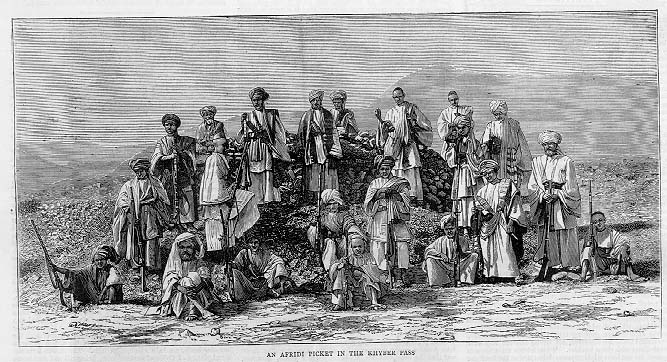
Группа Африди на Хайберском перевале

Афридии (пушту اپريدی، افریدی‎ — априди) — одно из племенных объединений пуштун (паштун, афганцев) в Западном Пакистане и Афганистане. Населяют район Хайберского прохода, горные отроги Тираха, то есть северные отроги Сулеймановых гор, в долине реки Бары и её притоков в округе Кохат. Делятся на горных и равнинных афридий. Некоторые кланы Африди также населяют Индию, а именно в штатах Уттар-Прадеш, Бихар и Джамму и Кашмир. По данным 1958 года численность племен афридий составляет около 400 тыс., в 1967 году — около 500 тыс. чел.

## История
В XVI—XVII веках участвовали в народном движении рошани против империи Великих Моголов и афганской феодальной знати. С 1850 года оказывали упорное сопротивление колониальным захватам Великобритании, в 1930 году приняли активное участие в антианглийском восстании в Пешаваре и его районах. В 1947 году при разделе Индии британцами пуштунские районы вошли в состав Пакистана. Сегодня ведут борьбу за создание Пуштунистана.

## Язык
Говорят на афридийском диалекте пушту, языка иранской языковой семьи.

## Религия
Религия — ислам суннитского толка.

## Быт
Сохранили формы родоплеменной организации, духовенство и племенная верхушка (ханы, малики) имеют значительную власть. Наблюдается имущественные и классовые расслоения. Основные занятия: полукочевое скотоводство и земледелие.

## В кино
- «Капитан Хайберских стрелков» (King of the Khyber Rifles) — режиссёр Генри Кинг (США, 1953)